# Ice Ribbon
Ice Ribbon (アイスリボン Aisuribon?) es una empresa de joshi puroresu (lucha libre profesional femenina) japonesa fundada en 2006 por Emi Sakura después de su separación con Gatokunyan. Es conocida por su gran actividad entre luchadoras profesionales menores de edad, hallándose el récord en las antiguas campeonas Riho y Kurumi, quienes debutaron con nueve años.

## Campeonatos
Activo
| Campeonato                                 | Actual campeón                   | Fecha de ganar        |
| ------------------------------------------ | -------------------------------- | --------------------- |
| ICE×∞ Championship                         | Yuki Mashiro                     | 19 de octubre de 2024 |
| International Ribbon Tag Team Championship | Mukomako (Hamuko Hoshi y Makoto) | 14 de julio de 2024   |
| Triangle Ribbon Championship               | Kyuri                            | 24 de agosto de 2024  |

Difunto
| Campeonato        | Última campeón   | Fecha de retiro     |
| ----------------- | ---------------- | ------------------- |
| IW19 Championship | Tsukasa Fujimoto | 14 de julio de 2013 |